# Curraleira
A Curraleira foi um bairro da cidade de Lisboa, em Portugal. Surgido no século XX, era um dos maiores e mais antigos bairros de barracas de Lisboa. Localizava-se na freguesia de São João, inserida numa das encostas do Vale de Chelas entre a Picheleira, o Cemitério do Alto de São João, a Penha de França e o Alto do Pina. Juntamente com os bairros da Calçada do Carrascal e da Rua do Sol a Chelas, albergou um total de 564 famílias.
Compunha-se de habitações precárias erguidas em madeira, zinco e alvenaria e sem acesso a redes de saneamento básico, água e eletricidade. 
Sofreu um incêndio de grandes dimensões em 1975 do qual resultaram dois mortos e várias dezenas de construções foram destruídas. Este acontecimento levou a que os moradores se organizassem numa cooperativa (Horizonte) e desencadeou um processo do SAAL para o realojamento dos afetados através da construção do Bairro do Horizonte. Em honra dos falecidos foi erguido um cruzeiro em metal e pintado um mural numa das fachadas do Bairro Carlos Botelho, no âmbito do projeto PA-REDES.
O processo de realojamento dos habitantes e demolição do bairro teve lugar em novembro de 2001, sendo a sua população distribuída pelo novo bairro da Quinta do Lavrado e em fogos de habitação social na Picheleira (ruas João do Nascimento Costa e Carlos Botelho). Todos estes aglomerados foram classificados como Bairros e Zonas de Intervenção Prioritária pela Câmara Municipal de Lisboa e integraram o programa USER da União Europeia com vista à sua regeneração e melhoria do ambiente urbano.